# 청양초등학교 (강원)
청양초등학교는 대한민국 강원특별자치도 철원군에 있는 초등학교다.

## 학교 연혁
- 1955.05.02 청양국민학교 설립인가 및 개교
- 1996.03.01 청양초등학교로 개칭
- 2015.02.11 제60회 졸업(총 1,899명)
- 2015.03.01 제27대 이숙자 교장 취임